# Tipula (Lunatipula) finitima
Tipula (Lunatipula) finitima is een tweevleugelige uit de familie langpootmuggen (Tipulidae). De soort komt voor in het Palearctisch gebied.